# Вернел Фурньє
Ве́рнел Е́нтоні Фурньє́ (англ. Vernel Anthony Fournier; 30 липня 1928, Новий Орлеан, Луїзіана — 4 листопада 2000, Джексон, Міссісіпі) — американський джазовий ударник. З середини 1950-х по середини 1960-х років був учасником тріо Ахмада Джамала.

## Біографія
Народився 21 червня 1932 року в Новому Орлеані, штат Луїзіана. Почав грати у віці 10 років на барабанах під час парадів. Навчався у Сідні Монтагю в граматичній школі і підготовчій вищій школі Ксавьє.
З 1938 по 1945 року грав в гурті Young Swingsters, Дукі Чейзом (1942), на Бурбон-стріт з Адамом Като, Гарольдом Дежаном (1943). Навчався в коледжі штату Алабама; грав з Collegians (1945—46). У 1946 році переїхав до Чикаго.
Грав з Кінгом Колаксом (1946—48), Полом Баскумбом, Томом Аркія, Тедді Вілсоном (1949—53). Грав з багатьма солістами, серед яких були Джин Еммонс, Сонні Стітт, Лестер Янг, Ворделл Грей, Дж. Дж. Джонсон-Кай Віндінг, Бен Вебстер, Говард Макгі, Стен Гетц, Бад Фрімен як учасник штатного гурту Нормана Сіммонса в клубі Bee Hive з 1953 по 1955 роки.
Грав і гастролював з Ахмадом Джамалом (1957—62), Джорджом Ширінгом (1962—64). Грав у штатному гурті Ларрі Новака в клубі Mister Kelly's в Чикаго (1965), Ахмадом Джамалом (1966), Ненсі Вілсон (1967); з власним тріо в клубі Salaam в Чикаго (1967—69).
У 1980 році переїхав до Нью-Йорка. У 1980-х і 1990-х грав з Джо Вільямсом, Біллі Екстайном, Джоном Льюїсом, Баррі Гаррісом, Кліффордом Джорданом. Викладав по програми школи Нового джазу. У травні 1994 року у нього стався інсульт, що призвело до завершення його концертної діяльності.
Помер 4 листопада 2000 року в Джексоні, Міссісіпі від геморагічного інсульту.